# Kevin Pietersen
Kevin Peter Pietersen (Pietermaritzburg, 27 giugno 1980) è un ex crickettista britannico.